# オーガニック化粧品
オーガニック化粧品（オーガニックけしょうひん）は自然由来の成分を中心に配合し、化学的な成分を全く使用せず、またはごく少量のみ使用して作られ、「人間の肌が本来持つ自然治癒力を助長、回復させることに着目したスキンケア用品」と自主的にうたっている化粧品である。化学成分を含むものに比べ低刺激だとうたっており、アトピーなどの皮膚病患者や敏感肌の人にとって副作用が少ない場合もあるという利点がある。
化粧品の品質を長持ちさせる添加物まで使用していないものも多く、開封後1から2週間、または2から3ヶ月が使用期限に設定されているものもある。

## 歴史
スキンケア用品は、遠い昔の時代からオーガニックな製法で作られるのが一般的であった。花や果物といった植物の花びらや種子、果実から抽出したオイルや蒸留水から、蜂蜜やへちまやオリーブ、日本酒や焼酎といった日常生活に溢れたものを肌につける習慣は昔から存在していた。
日本でも、江戸時代の時点で蘭引と呼ばれる家庭用化粧水製造器が存在していた。これは、下から火を焚き、中に入れた花を蒸して蒸留水を作る器で、現在のフローラルウォーターにあたるものであり、体液のpH値に近いとされ、肌への浸透力の高さからポーランドのフェノムはフローラルウォーター(ハイドロゾル)を水の代わりに使用している。
化粧品が一般的に商品として流通し始めると、保存状態を長持ちさせるために科学的な薬品を加えて、腐りにくくするような措置が取られるようになった。これが、添加物である。その土地にある素材を、その土地に住む人々が使用するというスタンスが大きく崩れ、世界的に経済が発展するとともに、日本国外へ化粧品を輸出し利益を生むという大きな流れが出来上がった。
化粧品に添加物が使用され、世界中に商品が出回るようになったが、それと同時に肌のトラブルを訴える人々が急激に増えだした。これに疑問を抱いたフランスの薬局に勤める薬剤師が、その患者の肌に合う化粧品をハーブなどの薬草を使ってその場で調合し、処方したのが現在で言うオーガニック化粧品の始まりと言われている。
その後は世界的にオーガニックな製法を重視する化粧品会社が増えて研究が進み、現在では科学的な添加物を使用せずに、化粧品の腐食を防ぐハーブや天然の花や果実から抽出した成分を配合したり、容器内を真空状態にすることにより保存期間を延ばす技術などが急激に発展した。

## オーガニックであるということ
オーガニック化粧品の法的な定義及び世界的に標準化された文書等における明確な定義は存在しない。フランス、ドイツ、オーストラリアなどは、化粧品に限らず食品などにおいてもオーガニックの基準を国家レベルで監視している。この基準はとても厳しく、こういった国々ではスキンケア用品がオーガニックとして呼ばれるには相当の企業努力が必要となってくる。
日本にはオーガニックを認定する法的な基準がない（化粧品には化粧品基準等がある）。国際的な基準に沿って添加物を全く使用していないなどの徹底的な措置を自主的に採っている企業もあるが、添加物を使用しているが、植物由来の成分を使っているという理由だけでオーガニック化粧品として販売しているところなどもある。
主張は化粧品会社により異なるが、以下のような宣伝文句がある。
- パラベンフリー
- フェノキシエタノールフリー
- 安息香酸Naフリー
- アルコールフリー
- シリコンフリー
- ミネラルオイル（鉱物油）フリー
- プロピレン グリコールフリー
- オイルフリー
- 動物実験はしない

など、自然との調和と化学的なもの（または、コストは低く済むが肌には悪影響を与えるような成分）は使わないというものが多い。

## 土壌
最近では、オーガニック化粧品に使用する植物を育てる土壌についても重点的に精査しているところが増えている。たとえ有効な成分を有する植物を栽培したとしても、出所が不明であったり、汚染された土地で栽培したものは、ユーザーに誤解や不安を与えたり、肌に悪影響を与えかねないというものだ。ある程度までの管理やチェックは行うが、自然が自らの力で成長するという行為を尊重し、必要以上の手入れは人間が行わないという方針もある。
スイスのヴェレダや、オーストラリアのジュリークのように、自社で土地を購入、管理しているところもある。徹底した汚染壌土調査や手入れを自社スタッフや第三者機関にチェックさせることにより、汚染の少ない地域で育てたということを消費者に胸を張ってアピールできるという利点がある。

## 認証機関
- 一般社団法人 日本オーガニックコスメ協会 - 日本オーガニックコスメ協会のJOCA推奨品基準により、推奨品に認定されればJOCA推奨品マークが取得できる[1]。
- エコサート・ジャパン - 欧州4ヶ国とエコサートを含む5つの認証機関においてCOSMOS基準を策定し、製品に含まれるオーガニック原料の割合に応じてオーガニック認証とナチュラル認証を実施している[2]。